# 2017年江苏丰县爆炸案
2017年丰县“6·15”爆炸，发生于2017年6月15日16时48分。江苏省徐州市丰县创新幼儿园大门外东侧发生爆炸事件，官方通报称爆炸造成8人死亡，65人受伤。

## 经过
6月15日16时48分，江苏省徐州市丰县创新幼儿园大门外东侧发生爆炸事件，警方认定爆炸系许某某自制爆炸装置引发。许某某因植物神经功能失调从学校休学后，在案发地附近租住打工。在其租住房内发现留有自制爆炸装置材料，并在墙上多处留有“死”、“亡”、“灭”、“绝”等字迹。
事後，官方發佈了新聞照，幼儿园门外家長坐在地上安撫不知所措的學生。

## 救治
伤员送往附近的丰县人民医院，重症人员陆续转至徐州市有关医院。经公安部门走访调查，该事件被初步判定为刑事案件。警方已经初步锁定嫌疑人。嫌疑人许某某，男，22岁，徐州市泉山区人，爆炸后，许当场被炸身亡。

## 脚注
1. 1 2 3  . 新华网. 2017-06-13  [2017-06-18]. （原始内容存档于2017-06-19） （中文（简体））.
2. ↑  . 中国新闻网. 2017-12-13  [2017-06-18]. （原始内容存档于2017-06-19） （中文（简体））.
3. ↑  . news.ifeng.com.   [2018-03-08]. （原始内容存档于2018-03-08）.
4. ↑  . www.oeeee.com.   [2018-03-08]. （原始内容存档于2018-03-08）.
5. ↑  赫海威. . 2017年6月15日  [2020年7月11日]. （原始内容存档于2019年9月5日）.
6. ↑  . 人民日報官方推特（People's Daily, China）. 2017-06-15  [2020-07-11]. （原始内容存档于2020-05-22）.
7. ↑  网易. . news.163.com.   [2018-03-08]. （原始内容存档于2018-03-08）.
8. ↑  杨璇铄. . china.cnr.cn.   [2018-03-08]. （原始内容存档于2017-06-22） （中文（中国大陆））.
9. ↑  . news.sina.com.cn.   [2017-06-22]. （原始内容存档于2018-03-08）.